# Insulivitrina tuberculata
Insulivitrina tuberculata é uma espécie de gastrópode  da família Vitrinidae.
É endémica de Espanha.